# Fajlagos felület

A háromszög alakú bemélyedések nagyobb felületet eredményeznek.

A fajlagos felület az anyag egy adott tömegegységre jutó teljes felülete (mértékegysége m²/kg vagy m²/g). Másként egy olyan intenzív mennyiség, amely meghatározható a felület és a térfogat hányadosaként (mértékegysége m²/m³ vagy m−1).
A fajlagos felület egy fizikai tulajdonság, amely felhasználható egy anyag (pl. talaj vagy hó ) típusának és tulajdonságainak meghatározására. Különösen fontos az adszorpció, a heterogén katalízis és a felületi reakciók szempontjából.

## Mérése
A fajlagos felületre kapott értékek a mérési módszertől függenek. Az adszorpció alapú módszerekben az adszorbát molekula (a próbamolekula) mérete, a felületen kitett kristályos síkok és a mérési hőmérséklet mind befolyásolják a kapott fajlagos felületet. Emiatt a leggyakrabban használt Brunauer–Emmett–Teller (N2-BET) adszorpciós módszer mellett számos technikát fejlesztettek ki a részecskés anyagok fajlagos felületének mérése érdekében környezeti hőmérsékleten és szabályozható méretekben, ideértve a metilénkék (MB) festést, az etilén-glikol-monoetil-éter (EGME) adszorpciót, a komplexion-adszorpció elektrokinetikus elemzését és a fehérje-visszatartási (PR) módszert. A fajlagos felület mérésére számos nemzetközi szabvány létezik, többek között az ISO 9277 szabvány.

## Példák
| Tipikus fajlagos felület (m2/g) | anyag                   | módszer                            |
| ------------------------------- | ----------------------- | ---------------------------------- |
| 7140                            | Fémorganikus vegyületek | gáz abszorpció                     |
| 900                             | Faujazit (zeolit)       | katalizáció                        |
| 500–3000                        | aktív szén              | gáz és oldott anyagok abszorpciója |
| 200                             | alumínium-oxid          | katalizátor hordozó                |

## Fordítás
- Ez a szócikk részben vagy egészben  a   Specific surface area című angol Wikipédia-szócikk ezen változatának fordításán alapul.  Az eredeti cikk szerkesztőit annak laptörténete sorolja fel. Ez a jelzés csupán a megfogalmazás eredetét és a szerzői jogokat jelzi, nem szolgál a cikkben szereplő információk forrásmegjelöléseként.